# Acinonyx
Genre
Genres de rang inférieur
- Acinonyx jubatus (Schreber, 1775)
- †Acinonyx aicha (Geraads, 1997)
- †Acinonyx intermedius (Thenius, 1954)
- †Acinonyx kurteni Christiansen and Mazák, 2008 (contestée[1])
- †Acinonyx pardinensis (Croizet et Joubert, 1928)

Acinonyx est un genre de félins de la sous-famille des félinés. Il ne comprend qu'une espèce actuelle, le guépard.

## Espèces
- Acinonyx jubatus
- Acinonyx pardinensis †
- Acinonyx aicha †
- Acinonyx intermedius †
- Acinonyx kurteni †